# 수안로
수안로는 부산광역시 동래구 수안동과 부산동래경찰서를 잇는 부산광역시의 도로이다. 부산광역시도 제79호선으로 지정되어 있으나 남쪽으로 과정로와 직결되지 않았다. 수안로의 '수안'은 동래 부사가 집무하던 동헌이 자리잡고 있어 가장 으뜸되는 관아 안이란 뜻의 수안이라는 지명에서 유래한 것이다.

## 주요 경유지
부산광역시
- 동래구 수안동

## 노선
| 이름           | 접속 노선                                                              | 소재지     | 소재지 | 비고 |
| -------------- | ---------------------------------------------------------------------- | ---------- | ------ | ---- |
| (온천천)       | 온천천로                                                               | 부산광역시 | 동래구 |      |
| 부산동래경찰서 | 부산광역시도 제79호선 부산광역시도 제4002호선 (명륜로) 충렬대로238번길 | 부산광역시 | 동래구 |      |